# Słupno (gmina)
Pour les articles homonymes, voir Słupno.
Słupno est une gmina rurale (gmina wiejska) de la powiat de Płock, dans la Voïvodie de Mazovie, dans le centre-est de la Pologne.
Son siège administratif (chef-lieu) est le village de Słupno qui se situe environ 10 kilomètres au sud-est de Płock (capitale de la powiat) et 86 kilomètres au nord-ouest de Varsovie (capitale de la Pologne).
La gmina couvre une superficie de 74,71 km2 pour une population de 5 377 habitants en 2006.

## Histoire
De 1975 à 1998, la gmina est attachée administrativement à la voïvodie de Płock.

Depuis 1999, elle fait partie de la voïvodie de Mazovie.

## Géographie
La gmina inclut les villages et localités de:

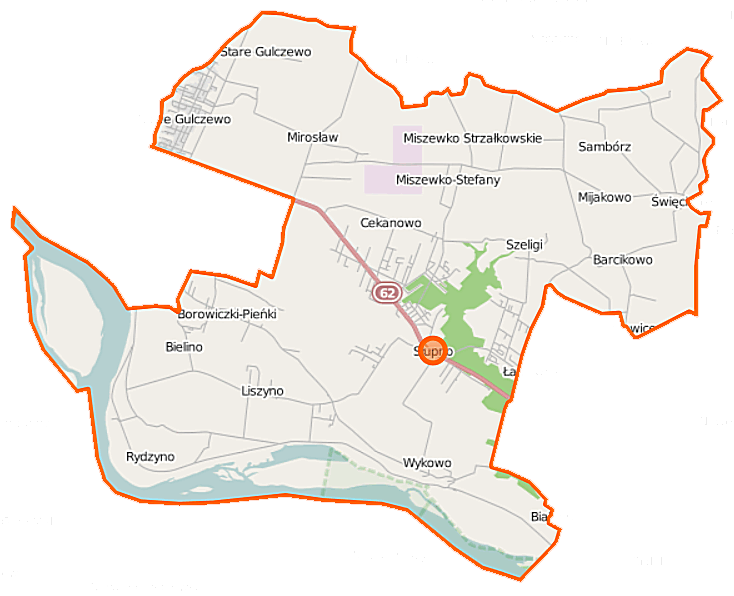
Plan de la gmina

- Barcikowo
- Bielino Wirginia
- Borowiczki-Pieńki
- Cekanowo
- Kępa Ośnicka
- Liszyno
- Mijakowo
- Mirosław
- Miszewko Strzałkowskie
- Miszewko-Stefany
- Nowe Gulczewo
- Ramutowo
- Rydzyno
- Sambórz
- Słupno
- Stare Gulczewo
- Święcieniec
- Szeligi
- Wykowo

### Gminy voisines
La gmina de Słupno est voisine de :
- la ville de
  - Płock
- et des gminy suivantes :
  - Bodzanów
  - Gąbin
  - Radzanowo
  - Słubice

## Structure du terrain
D'après les données de 2002, la superficie de la commune de Słupno est de 74,71 km2, répartis comme tel :
- terres agricoles : 68 %
- forêts : 15 %

La commune représente 4,15 % de la superficie du powiat.

## Démographie
Données du 30 juin 2004 :
| Description        | Total  | Total | Femmes | Femmes | Hommes | Hommes |
| ------------------ | ------ | ----- | ------ | ------ | ------ | ------ |
| Unité              | Nombre | %     | Nombre | %      | Nombre | %      |
| Population         | 4 991  | 100   | 2 496  | 50     | 2 495  | 50     |
| Densité (hab./km²) | 66,8   | 66,8  | 33,4   | 33,4   | 33,4   | 33,4   |